# Josh Beckett
Pour les articles homonymes, voir Beckett.
Joshua Patrick Beckett (né le 15 mai 1980 à Spring, Texas, États-Unis) est un lanceur droitier de baseball qui évolue dans les Ligues majeures de 2001 à 2014.
Il est champion de la Série mondiale 2003 avec les Marlins de la Floride et est nommé joueur par excellence de la Série mondiale.  Avec les Red Sox de Boston, il est élu meilleur joueur de la Série de championnat 2007 de la Ligue américaine et remporte une deuxième Série mondiale. Il compte trois sélections au match des étoiles. Il réussit un match sans point ni coup sûr le 25 mai 2014.

## Début de carrière
Josh Beckett intègre l'équipe des Lions du lycée de Spring en 1997 lors de sa deuxième année au lycée. Il est crédité de 9 victoires pour 3 défaites et retire 149 frappeurs sur prises. En 1998, il améliore ses statistiques avec 13 victoires pour 2 défaites, une moyenne de points mérités de 0,39 et 178 frappeurs retirés sur prises. Il est sélectionné dans la première équipe type lycéenne par le quotidien USA Today et il est le seul junior (joueur de troisième année) dans la première équipe type de Baseball America. En 1999, il remporte 10 victoires pour une seule défaite, retire 155 frappeurs sur prises et obtient une moyenne de points mérités de 0,46. Il est de nouveau sélectionné dans les équipes types de Baseball America et USA Today. Il termine sa carrière au lycée avec le titre de Meilleur lanceur de l'année décerné par USA Today.
Le 2 juin 1999, il est choisi par les Marlins de la Floride au premier tour de la draft en deuxième position derrière Josh Hamilton, sélectionné par les Devil Rays de Tampa Bay. Il est le premier joueur de lycée choisit par les Marlins au premier tour depuis la création de la franchise en 1993. Il signe son premier contrat professionnel le 1er septembre 1999 après de longues négociations sur le montant du contrat.

## Marlins de la Floride (2000-2005)
En 2000, Josh Beckett joue avec les Cougars de Kane City en Ligue du Midwest (niveau A des ligues mineures). En 13 matchs, il obtient 2 victoires pour 3 défaites et retire 61 frappeurs sur prises en 59 manches lancées. Il participe au Futures Game (match des espoirs) la veille du Match des étoiles de la Ligue majeure de baseball 2000 à Atlanta.
En 2001, il partage son temps de jeu entre les Manatees de Brevard County (niveau A+) et les Seadogs de Portland (niveau AA). Grâce à 14 victoires pour une seule défaite, il est appelé au plus niveau le 4 septembre face aux Cubs de Chicago. Il commence sa première rencontre en Ligue majeure et lance six manches sans accorder de point. Dans la même rencontre, il frappe son premier coup sûr (un double) et marque son premier point sur un sacrifice de Derrek Lee. Il finit la saison avec un bilan de 2 victoires et 2 défaites en 4 départs, 24 frappeurs retirés en 24 manches et une moyenne de 1,50 points mérités.
Ses bonnes prestations en fin de saison 2001 lui valent une place dans la rotation des Marlins en 2002, parmi de jeunes lanceurs prometteurs comme A.J. Burnett ou Brad Penny. Lors de ses cinq premiers départs, il est crédité de 2 défaites malgré de bonnes prestations dont un match avec 11 retraits sur prises. Fin avril, il est placé sur la liste des blessés pour cause d'ampoules sur sa main droite, l'empêchant de lancer correctement sa balle courbe. Il revient le 14 mai et remporte ses deux premières victoires de la saison en autant de départs. En juin, il est de nouveau sur la liste des blessés à cause de ses ampoules. Il termine la saison avec un bilan de 6 victoires et 7 défaites en 23 matchs et 113 retraits sur prises en 108 manches.
En 2003, Josh Beckett est le lanceur partant lors du premier match de la saison contre les Phillies de Philadelphie. Il ne lance que 2 manches 2⁄3 après avoir accordé 7 points. Après un début de saison décevant, il est placé sur la liste des blessés le 9 mai pour une douleur à l'épaule droite. Il revient le 1er juillet contre les Braves d'Atlanta qui subissent une défaite 20 à 1. Les Marlins réussissent un retour improbable en fin de saison pour finir meilleur deuxième de la Ligue nationale et se qualifier pour les séries éliminatoires. Après avoir éliminé les Giants de San Francisco et les Cubs de Chicago, les Marlins rejoignent les Yankees de New York en Série mondiale. Malgré une victoire lors du premier match, les Marlins subissent deux revers de suite et Josh Beckett est crédité de la défaite lors du match 3. Les Marlins vont alors enchaîner trois victoires de suite pour remporter le deuxième titre de la franchise. À la surprise des Yankees, Josh Beckett est le lanceur partant pour le match 6 avec seulement 3 jours de repos (les lanceurs partants ont généralement 4 ou 5 jours de repos entre deux départs). Il lance les 9 manches, n'accorde aucun point et il retire 9 frappeurs sur prises. Il est nommé Meilleur joueur des World Series et remporte son premier titre à seulement 23 ans. Avec 47 retraits sur prises lors des séries éliminatoires, il égalise la performance de Randy Johnson en 2001 avec les Diamondbacks de l'Arizona.
Sa saison 2004 est de nouveau marquée par une blessure au doigt et son absence pèse sur les résultats des Marlins qui finissent troisième de leur division et ne se qualifient pas pour les séries éliminatoires. Josh Beckett est crédité de 9 victoires et 9 défaites en 26 départs. Il retire quand même 152 frappeurs sur prises en 156 2⁄3 manches et réussit son premier blanchissage en saison régulière.
En 2005, il réalisé sa meilleure saison depuis le début de sa carrière. Il lance deux matchs complets, dont un blanchissage, retire 166 frappeurs sur prises et termine la saison avec 15 victoires pour 8 défaites. Sans une nouvelle blessure au doigt et des problèmes de dos, il aurait pu atteindre le total de 20 victoires. Le 24 novembre 2005, il est transféré aux Red Sox de Boston avec Mike Lowell et Guillermo Mota en échange de quatre espoirs de l'organisation de Boston, dont Aníbal Sánchez et Hanley Ramírez.

## Red Sox de Boston (depuis 2006)

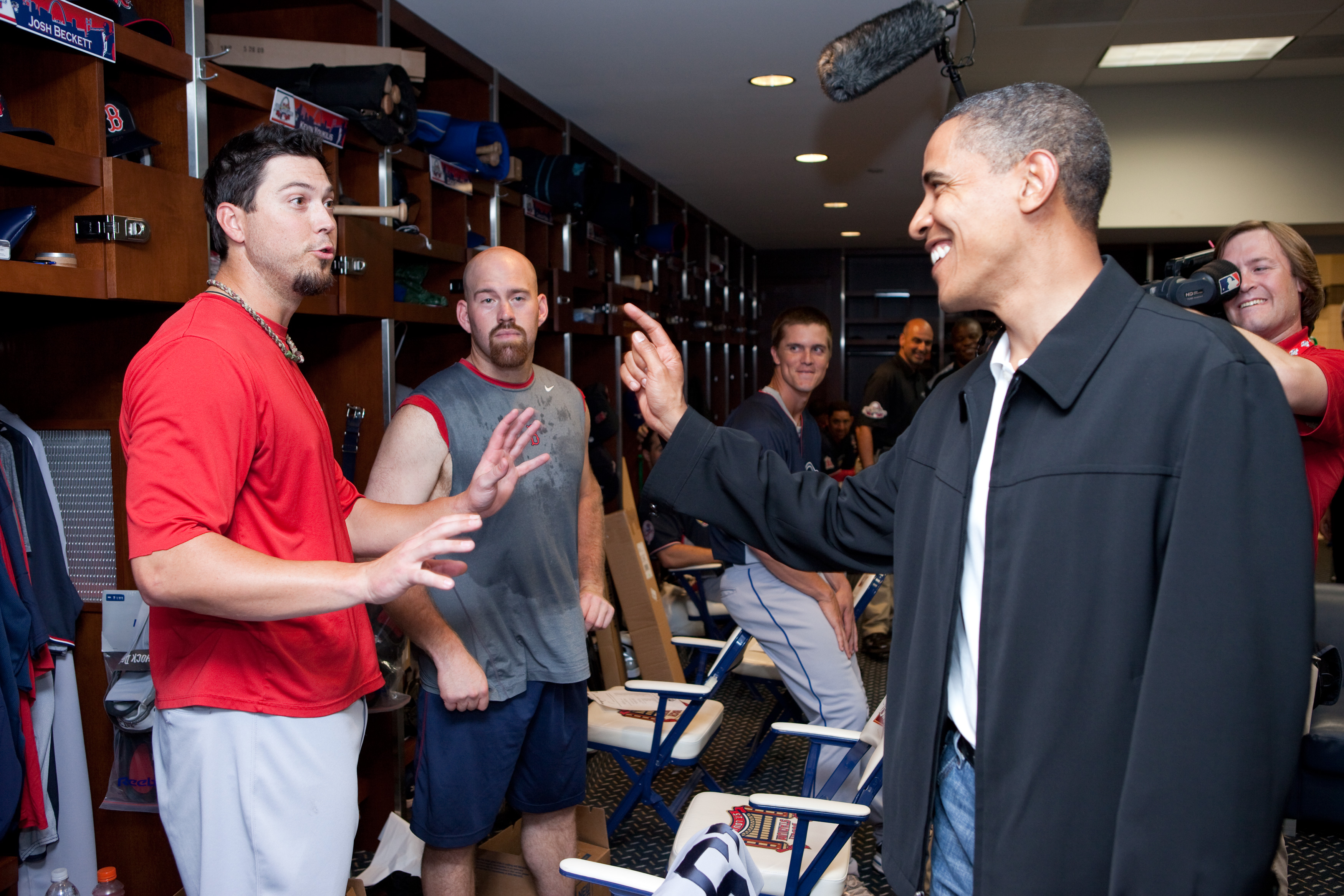
Josh Beckett, Kevin Youkilis et le président des États-Unis Barack Obama lors du match des étoiles 2009.

### Saison 2006
Pour sa première saison à Boston, Josh Beckett s'affirme comme l'un des meilleurs lanceurs de la Ligue majeure. Il améliore encore ses statistiques avec un bilan de 16 victoires pour 11 défaites en 33 départs et 204 2⁄3 manches. Il remporte ses trois premiers matchs et n'accorde que 3 points en 21 manches lancées. Le 20 mai, il frappe son premier coup de circuit sous ses nouvelles couleurs lors d'un match interligue à Philadelphie. C'est le premier circuit frappé par un lanceur des Red Sox depuis le 26 septembre 1972 et l'apparition de la règle du frappeur désigné quelques années plus tard. Le 23 juin, il remporte sa 50e victoire en carrière face aux Phillies de Philadelphie, retirant les 16 premiers frappeurs sans accorder de coups sûrs. Le 18 juillet, il signe une extension de contrat de 3 années supplémentaires (2007-2009) pour 30 millions de dollars, avec une possibilité de prolongation d'une année en 2010 pour 10 millions de dollars.

### Saison 2007
En 2007, Josh Beckett commence la saison en remportant ses sept premiers matchs, devenant le 6e lanceur des Red Sox avec un tel début de saison. Son bilan de 12 victoires et 2 défaites à la moitié de la saison lui vaut une première sélection pour le match des étoiles de la Ligue majeure de baseball 2007 avec l'équipe de Ligue américaine. Il lance deux manches (les 3e et 4e), retire deux frappeurs et n'accorde qu'un seul coup sûr. Il est crédité de la victoire après le coup de circuit sur frappe intérieur d'Ichirō Suzuki en 5e manche. Le 21 septembre, il est le premier (et seul) lanceur à remporter 20 victoires lors de la saison régulière. Il n'aura accordé que 40 buts sur balles et 17 circuits, la moitié de ses statistiques de la saison 2006. Avec 20 victoires contre 7 défaites au terme de la saison régulière, il est le lanceur ayant remporté le plus de parties dans toutes les majeures cette saison-là. Sa moyenne de points mérités s'élève à 3,27. Il termine 2e au vote déterminant le gagnant du trophée Cy Young de la Ligue américaine, un prix remis à CC Sabathia des Indians de Cleveland. En séries éliminatoires, Beckett remporte le match d'ouverture de la Série de divisions contre les Angels de Los Angeles. En série de championnat contre Cleveland, il remporte deux victoires décisives pour la qualification des Red Sox en Série mondiale. Il est élu joueur par excellence de la Série de championnat avec notamment 18 retraits sur prises en 14 manches lancées. Beckett est sacré champion du monde une deuxième fois lorsque les Red Sox remportent la Série mondiale 2007 sur les Rockies du Colorado.

### Saison 2008

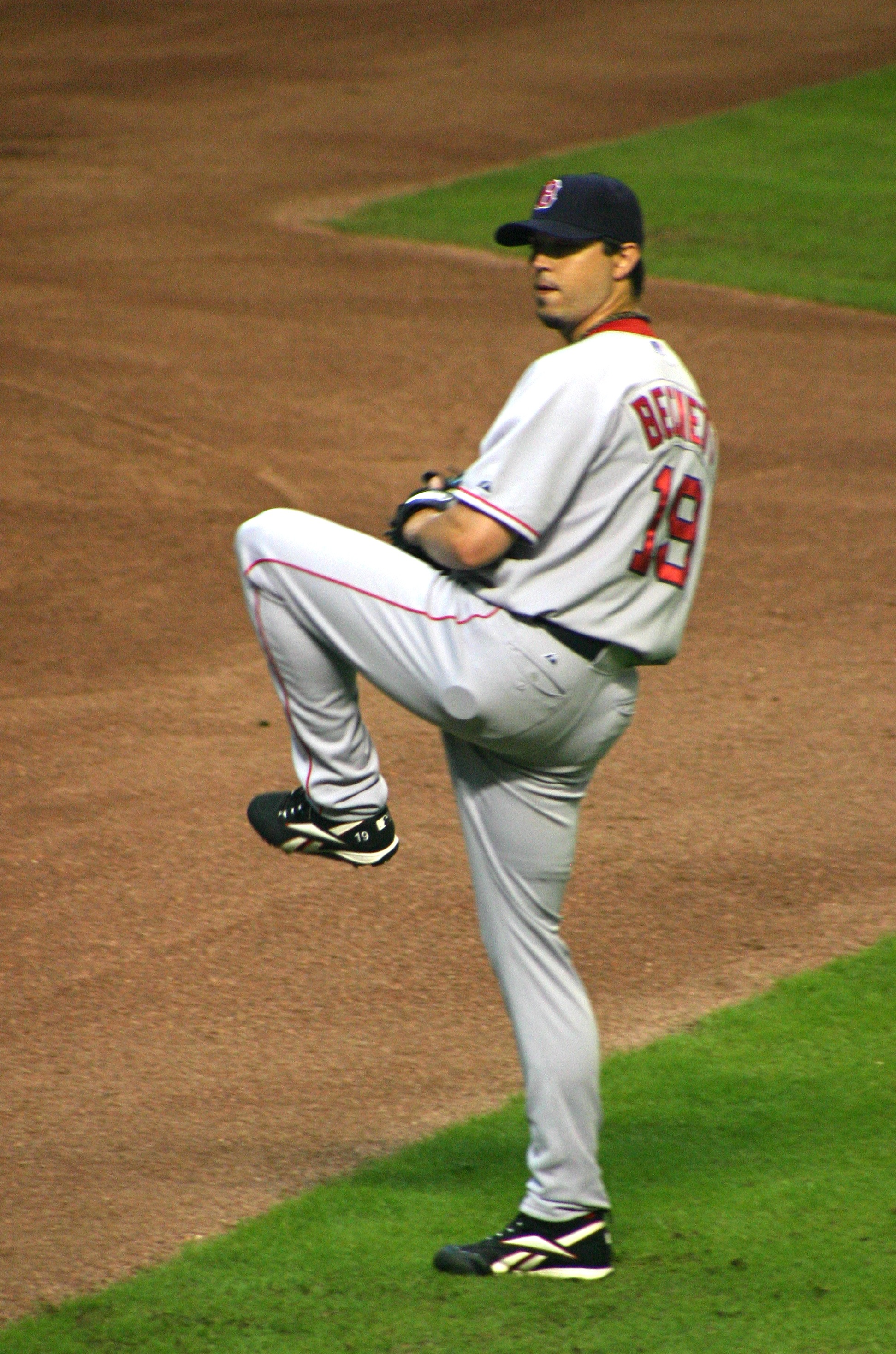
Beckett en 2008 avec Boston.

Sa saison 2008 est plus modeste avec 12 victoires et 10 défaites, et sa moyenne de points mérités grimpe à 4,03. Il est malmené par les Angels, à qui il accorde quatre points mérités sur neuf coups sûrs en cinq manches de travail à sa seule sortie de la Série de divisions, mais n'est pas impliqué dans la décision. En Série de championnat, Beckett est opposé deux fois aux Rays de Tampa Bay, qui auront le meilleur sur les Red Sox. Il est crédité d'une victoire mais accorde au total 10 points mérités en 9,1 manches lancées dans cette difficile série.

### Saison 2009
Beckett remporte 17 parties contre seulement 6 matchs perdus en 2009. Il totalise 212 manches et un tiers au monticule, un sommet en carrière, en 32 départs et se classe 6e de la Ligue américaine avec 199 retraits sur trois prises. Pour la seconde fois en carrière, il est invité au match des étoiles. Il est le lanceur perdant à sa seule sortie comme lanceur partant face aux Angels au premier tour éliminatoire.

### Saison 2010
En avril 2010, Beckett signe une prolongation de contrat de 68 millions de dollars avec les Red Sox, l'assurant de demeurer avec l'équipe jusqu'en 2014. Il effectue 21 départs dans la saison qui suit, remportant 6 parties contre 6 défaites avec une moyenne de points mérités de 5,78. Ennuyé par des maux de dos, il fait un séjour sur la liste des blessés.

### Saison 2011
Beckett connaît une belle saison 2011 avec une moyenne de points mérités de seulement 2,89. C'est sa plus basse en carrière après 10 saisons complètes dans les majeures et la 5e meilleure de la Ligue américaine. Il effectue 30 départs, gagne 13 parties contre 7 défaites, honore sa 3e sélection à la partie d'étoiles et, au terme de la saison, est pour la seconde fois de sa carrière considéré pour le trophée Cy Young, prenant la 9e place du vote.

## Dodgers de Los Angeles (2012-2014)
Le 25 août 2012, les Red Sox de Boston échangent Beckett, le premier but Adrian Gonzalez, le voltigeur Carl Crawford et le joueur de troisième but Nick Punto aux Dodgers de Los Angeles contre le premier but James Loney, le joueur de deuxième but Iván DeJesús, le lanceur droitier Allen Webster et deux joueurs à être nommés plus tard (Rubby De La Rosa et Jerry Sands).
Beckett effectue sept départs pour les Dodgers en 2012 et affiche une très bonne moyenne de points mérités de 2,93 en 43 manches au monticule. Il gagne deux parties et en perd trois avec sa nouvelle équipe. Il complète 2012 avec une fiche victoires-défaites de 7-14 et une moyenne de 4,65 en 170 manches et un tiers lancées dans 28 départs pour Boston et Los Angeles. C'est sa deuxième moyenne de points mérités la plus élevée en carrière après la saison 2006 jouée chez les Red Sox, et son nombre le plus élevé de revers en une année.
Souffrant du syndrome du défilé thoracobrachial, Beckett est opéré en 2013, ce qui coupe court à une saison où il n'effectue que 8 départs. Il encaisse 5 défaites et montre une moyenne de points mérités de 5,19 en 43 manches et un tiers lancées.
Le 25 mai 2014, Josh Beckett lance à Philadelphie un match sans point ni coup sûr dans une victoire de 6-0 des Dodgers sur les Phillies. C'est la première performance du genre par un lanceur des Dodgers depuis Hideo Nomo le 17 septembre 1996. 
Il effectue 20 départs pour les Dodgers en 2014, remportant 6 victoires contre 6 défaites et affichant une excellente moyenne de points mérités de 2,88 en 115 manches et deux tiers lancées. Mais une blessure à la hanche l'envoie sur la liste des blessés, où il passe la majeure partie des 3 derniers mois de la saison, et il annonce en octobre sa retraite après 14 années dans le baseball majeur.

## Palmarès
Josh Beckett a joué 335 matchs dans les majeures, tous sauf 3 comme lanceur partant. Il compte 138 victoires contre 106 défaites. En 2 051 manches au monticule, sa moyenne de points mérités se chiffre à 3,88. Il compte 1 901 retraits sur des prises, 12 matchs complets et 6 blanchissages.